# غيجيو
غيجيو (بالصينية: 个旧市) هي مدينة على مستوى مقاطعة، في الصين، تقع في Honghe Hani and Yi Autonomous Prefecture ‏، بلغ عدد سكانها 459,781 نسمة، تبلغ مساحتها 1,587 كيلومتر مربع، رمزها البريدي هو 661000.

## المناخ
يظهر الجدول التالي التغييرات المناخية على مدار السنة لغيجيو:
| البيانات المناخية لـغيجيو         | البيانات المناخية لـغيجيو | البيانات المناخية لـغيجيو | البيانات المناخية لـغيجيو | البيانات المناخية لـغيجيو | البيانات المناخية لـغيجيو | البيانات المناخية لـغيجيو | البيانات المناخية لـغيجيو | البيانات المناخية لـغيجيو | البيانات المناخية لـغيجيو | البيانات المناخية لـغيجيو | البيانات المناخية لـغيجيو | البيانات المناخية لـغيجيو | البيانات المناخية لـغيجيو |
| الشهر                             | يناير                     | فبراير                    | مارس                      | أبريل                     | مايو                      | يونيو                     | يوليو                     | أغسطس                     | سبتمبر                    | أكتوبر                    | نوفمبر                    | ديسمبر                    | المعدل السنوي             |
| --------------------------------- | ------------------------- | ------------------------- | ------------------------- | ------------------------- | ------------------------- | ------------------------- | ------------------------- | ------------------------- | ------------------------- | ------------------------- | ------------------------- | ------------------------- | ------------------------- |
| الدرجة القصوى °م (°ف)             | 21.7 (71.1)               | 24.9 (76.8)               | 26.9 (80.4)               | 28.9 (84.0)               | 30.1 (86.2)               | 29.3 (84.7)               | 29.8 (85.6)               | 29.8 (85.6)               | 28.8 (83.8)               | 26.3 (79.3)               | 23.7 (74.7)               | 23.0 (73.4)               | 30.1 (86.2)               |
| متوسط درجة الحرارة الكبرى °م (°ف) | 14.8 (58.6)               | 17.1 (62.8)               | 20.3 (68.5)               | 22.8 (73.0)               | 23.5 (74.3)               | 24.0 (75.2)               | 23.8 (74.8)               | 24.2 (75.6)               | 23.0 (73.4)               | 20.5 (68.9)               | 17.7 (63.9)               | 14.8 (58.6)               | 20.5 (69.0)               |
| المتوسط اليومي °م (°ف)            | 10.8 (51.4)               | 12.7 (54.9)               | 15.7 (60.3)               | 18.2 (64.8)               | 19.4 (66.9)               | 20.5 (68.9)               | 20.5 (68.9)               | 20.3 (68.5)               | 18.9 (66.0)               | 16.6 (61.9)               | 13.4 (56.1)               | 10.6 (51.1)               | 16.5 (61.6)               |
| متوسط درجة الحرارة الصغرى °م (°ف) | 7.9 (46.2)                | 9.5 (49.1)                | 12.1 (53.8)               | 14.7 (58.5)               | 16.4 (61.5)               | 18.1 (64.6)               | 18.1 (64.6)               | 17.7 (63.9)               | 16.2 (61.2)               | 14.1 (57.4)               | 10.6 (51.1)               | 7.7 (45.9)                | 13.6 (56.5)               |
| أدنى درجة حرارة °م (°ف)           | −1.8 (28.8)               | −0.2 (31.6)               | −3.0 (26.6)               | 4.5 (40.1)                | 8.2 (46.8)                | 11.8 (53.2)               | 12.7 (54.9)               | 12.9 (55.2)               | 7.7 (45.9)                | 5.0 (41.0)                | 0.3 (32.5)                | −4.0 (24.8)               | −4.0 (24.8)               |
| الهطول مم (إنش)                   | 27.1 (1.07)               | 28.4 (1.12)               | 37.4 (1.47)               | 65.0 (2.56)               | 126.1 (4.96)              | 155.4 (6.12)              | 222.7 (8.77)              | 184.4 (7.26)              | 106.4 (4.19)              | 64.4 (2.54)               | 59.3 (2.33)               | 21.4 (0.84)               | 1٬098 (43.23)             |
| متوسط الرطوبة النسبية (%)         | 74                        | 68                        | 65                        | 68                        | 75                        | 80                        | 82                        | 81                        | 80                        | 81                        | 78                        | 76                        | 76                        |
| المصدر: CMDC                      |                           |                           |                           |                           |                           |                           |                           |                           |                           |                           |                           |                           |                           |

## التقسيمات الإدارية
- Shadian Subdistrict  [لغات أخرى]‏
- Kafang Town  [لغات أخرى]‏
- Manhao [الإنجليزية]‏
- Jiasha Township  [لغات أخرى]‏.

## أعلام
- محمد ماكين الصيني